# خشم کولی
خشم کولی فیلمی ایرانی به کارگردانی و نویسندگی اسماعیل ریاحی، تهیه‌کنندگی ناتائیل زبولانی محصول سال ۱۳۴۷ است که در آن هنرمندانی چون محمدعلی فردین و پوری بنایی نقش آفرینی کرده‌اند.

## خلاصه داستان
زنی حسود، تنها پسر مردی را از او دور می‌کند. کولی‌ها پسر را پیدا می‌کنند و او را نزد خود بزرگ می‌کنند. وقتی پسر بزرگ می‌شود، ندانسته عاشق دختر عمویش می‌شود اما پدرش با این ازدواج مخالف است. سرانجام پدر با ازدواج آن‌ها موافقت می‌کند و زن پدر حسود به عقوبت اعمال خود می‌رسد.

## دست‌اندرکاران
- کارگردان: اسماعیل ریاحی
- نویسنده: اسماعیل ریاحی
- تهیه‌کننده: ناتائیل زبولانی
- بازیگران: محمدعلی فردین، پوری بنایی، همایون، حبیب اله بلور، لی لی، شهلا، علی آزاد، جمیله، یدی، اکبر جنتی شیرازی